# Alain Bouzer
Alain Bouzer, né le 31 mars 1962 (d'une taille de 1,79 m et d'un poids de 88 kg) est un joueur français de rugby à XV et de rugby à XIII à partir de 1987. Il a été ailier, centre et arrière.

## Carrière en rugby à XV
Alain Bouzer a évolué dans le rugby à XV dans les clubs suivants :
- TAC école de rugby
- Castanet honneur
- TOEC division 2
- Rieumes division 2.

## Carrière en rugby à XIII
Club élite 1
- TO XIII : 1986 à 1990
- Pamiers XIII : 1990 à 1992
- Villefranche XIII Aveyron : 1992-1994

Club élite 2
- Toulouse J Julien XIII : 1994-1995

Il a été champion de France alors qu'il jouait dans ce club.

## Équipe de France
Alain Bouzer a été sélectionné en équipe de France pendant les années 1990 et 1991,, notamment contre l'Australie  lors de la Coupe du monde de rugby à XIII 1989-1992.
https://www.rugbyleagueproject.org/players/alain-bouzer/summary.html